# Eduard De Rop
Eduard De Rop, de son vrai nom Edward De Rop, né le 5 mars 1928 à Anvers (province d'Anvers) et mort le 3 décembre 2007 à Borgerhout dans la même province, est un dessinateur et encreur de bande dessinée belge flamand, connu comme collaborateur du Studio Vandersteen ayant travaillé sur Bob et Bobette et Le Chevalier rouge. Il a également utilisé les pseudonymes de Drope, Dropy, Pim et Ro-Cam.

## Biographie

### Jeunesse
Edward De Rop naît le 5 mars 1928 à Anvers. Son père travaille à la division papier de l'usine Gevaert et il en rapporte régulièrement à la maison de grosses piles que le jeune Edward s'empresse de gribouiller. Il est habité d'une passion pour la bande dessinée qui est nourrie par les bandes dessinées des journaux américains tels Prince Vaillant de Harold Foster et Steve Canyon de Milton Caniff, mais aussi par la bande dessinée néerlandaise Sjors van de Rebellenclub de Frans Piët. Il fréquente l'Académie des beaux-arts d'Anvers et il suit des cours du soir à l'Académie de Berchem. Il commence sa carrière comme designer de meubles pour la boutique de son grand-père, mais il abandonne ce travail pour devenir artiste publicitaire. Il réalise de nombreuses affiches de cinéma pour l'agence Nelissen, tout en livrant des illustrations aux magazines Boléro et Mascotte sous le pseudonyme de Pim. Dans Piccolo, ses œuvres sont publiées en couleur.

### Premières bandes dessinées solo
Il aborde la bande dessinée en solo et fait paraître ses premiers gags de Patat, Kriekske en Snijboon de 1953 à 1954 dans le magazine Pat. Il poursuit avec le feuilleton la bande dessinée humoristique Henk Handig dans De Zwarte Boeddha dans l'hebdomadaire Ons Land en 1958. Il adopte pour ce faire le pseudonyme de Drope et il continue avec les courts récits de Clara Detective en 1959 ainsi qu'avec Stan Stikker tegen de Raaf la même année et De Familie Zwanzers un an plus tard, des histoires légères sur une jeune détective, une jeune journaliste et une famille flamande de la classe moyenne pour le magazine féminin Iris. Il publie également une bande dessinée publicitaire De Vrolijke Lotgevallen van Hans Snugger en Kwikzilver dans le quotidien flamand Gazet van Antwerpen en 1959, qu'il réalise pour l'agence de publicité Publi Advisa en coopération avec G. Hopstaken. Le récit de science-fiction est publié en album par De Vlijt en 1960 et réédité en deux volumes par Peter Bonte en 2012. Il lance également Tijl Tempo in De Blaffende Stopnaald qu'il réalise en collaboration avec le dessinateur Eugeen Decamps sous le pseudonyme commun Ro-Cam dans De Zondagmorgen en 1962.

### Studio Vandersteen
Il rejoint le Studio Vandersteen en avril 1959, où il débute comme encreur sur la série Bob et Bobette. Il dessine ensuite De Lustige Zwervers, De Grappen van Lambik [« Les Blagues de Lambique »] et les dernières pages de 'T Prinske (Le Petit Prince). Les éditions Standaard vont rééditer dans la collection « Classics » quatre titres de la série qui sont encrés par Eduard De Rop de 2017 à 2018. Dans les années qui suivent, il collabore à de nombreuses autres séries, dont Le Chevalier rouge, Bessy, Karl May, De Familie Snoek (La Famille Snoek) et Robert et Bertrand. Il change son prénom en Eduard pour lui donner une consonance internationale. Sa tâche principale est la production d'histoires de Jérôme pour le marché allemand. Lorsque la série est relancée avec De Wonderbare Reizen van Jerom (Les Merveilleux Voyages de Jérôme) en 1982, il devient l'unique auteur de la série et son nom est mentionné sur la page de titre à partir de ce moment. En dehors du studio de Vandersteen, il écrit et dessine l'adaptation en bande dessinée de la pièce de théâtre de marionnettes de Karel Weyler Pats dans le supplément du journal Patskrant en 1962. Il quitte brièvement les studios en 1970 et il travaille avec Karel Verschuere sur la bande dessinée de western Tom Berry pour l'éditeur allemand Pabel. Lorsque la série Jérôme prend fin à la fin des années 1980, il crée plusieurs histoires du détective Tom Tempo dans le journal Het Volk. 
Il souffre d'une hémorragie cérébrale dans les années 1990 qui le laisse partiellement paralysé. 
Il meurt le 3 décembre 2007 à Borgerhout, à l'âge de 79 ans.

## Parentèle
Il est le père d'Eric De Rop, qui occupait le même poste au sein du studio. Il est donc le grand-père du fils d'Eric De Rop, graffeur de renommée internationale connu sous le pseudonyme de Bué le Guerrier.

## Œuvres

### Albums de bande dessinée en français
Liste sélective
Bob et Bobette
- 8. Le Cheval d'or, Standaard Uitgeverij, coll. « Classics », Anvers, mai 2017
Scénario et dessin : Willy Vandersteen - Couleurs : quadrichromie -  (ISBN 9789002026317),Encrage : Eduard De Rop. Réédition restaurée des classiques de Bob et Bobette avec une nouvelle mise en couleurs et lettrage.
- 11. Les Cavaliers de l'espace, Standaard Uitggeverij, coll. « Classics », Anvers, mai 2017
Scénario et dessin : Willy Vandersteen - Couleurs : quadrichromie -  (ISBN 978-90-02-02634-8),Encrage : Eduard De Rop. Réédition restaurée des classiques de Bob et Bobette avec une nouvelle mise en couleurs et lettrage.
- 12. Le Tombeau hindou, Standaard Uitggeverij, coll. « Classics », Anvers, 23 décembre 2017
Scénario et dessin : Willy Vandersteen - Couleurs : quadrichromie -  (ISBN 9789002026362),Encrage : Eduard De Rop.
- 16. La Kermesse aux Singes, Standaard Uitggeverij, coll. « Classics », Anvers, 19 juin 2018
Scénario et dessin : Willy Vandersteen - Couleurs : quadrichromie -  (ISBN 978-90-02-02645-4),Encrage : Eduard De Rop.
- 17. Le Singe volant, Standaard Uitggeverij, coll. « Classics », Anvers, 30 novembre 2018
Scénario et dessin : Willy Vandersteen - Couleurs : quadrichromie -  (ISBN 978-90-02-02650-8),Encrage : Eduard De Rop.

#### Livres
- Danny De Laet et Yves Varende, Au-delà du septième art : histoire de la bande dessinée belge, Bruxelles, Ministère des affaires étrangères, du commerce extérieur et de la coopération au développement, coll. « Chroniques belges » (no 322), 1979, 302 p., ill. ; 22 cm (OCLC 301693218, lire en ligne).
- (nl) « Edward De Rop », dans Striptekenaars in Vlaanderen [« Les Dessinateurs de bande dessinée en Flandre »], Anvers, Vlaamse Onafhankelijke Stripgilde, 1982, 132 p., ill. (ISBN 90-70481-15-4, OCLC 902354153, présentation en ligne), p. 46.
- (nl) Jan Hoet et Dany Vandenbossche, « Ed De Rop », dans De wereld van de strips in originelen [« Le Monde de la bande dessinée en originaux »], Bruxelles, Vlaams Parlement, 2013, 68 p., PDF (OCLC 901366732, lire en ligne), p. 21.